# Viñegra de Moraña
Viñegra de Moraña – gmina w Hiszpanii, w prowincji Ávila, w Kastylii i León, o powierzchni 10,25 km². W 2011 roku gmina liczyła 57 mieszkańców.